# Fosfolipasi

Le fosfolipasi (numero EC 3.1) sono degli enzimi che idrolizzano i fosfolipidi. Hanno un ruolo fondamentale nella regolazione di molti processi cellulari e nella trasmissione del segnale. L’idrolisi dei fosfolipidi produce un alcol e un acido. L’acido, mediante i protoni, causa il rilascio del calcio legato delle riserve cellulari e l’aumento di Ca2+ libero nel citosol, essenziale nel calcium signaling.
Nei glicerofosfolipidi, i legami tra i residui degli acidi grassi (o residui acilici) in posizione C-1 e C-2 e il glicerolo sono idrolizzati dalle fosfolipasi A1 e A2 (PLA1, PLA2), rispettivamente.  Il legame estereo tra il glicerolo e il residuo fosfato in posizione C-3 è idrolizzato dalla fosfolipasi C (PLC), mentre il legame estereo tra il gruppo fosfato e il residuo alcolico della testa polare è idrolizzato dalla fosfolipasi D.
Le sfingomieline sono idrolizzate dalle sfingomielinasi, che scindono il legame tra sfingosina e residuo fosfato, in modo simile a quanto accade per i glicerofosfolipidi con la PLC. I prodotti della idrolisi sono ceramide (composta sfingosina + acido grasso) e fosforilcolina.
Le fosfolipasi sono importanti per la produzione di cofattori lipidici per enzimi di membrana e di messaggeri intracellulari in risposta a svariati stimoli esterni e interni.
I messaggeri di origine glicerofosfolipidica comprendono inositol-1,4,5-trisfosfato (IP3), diacilglicerolo (DAG), acido arachidonico (AA, 20:4n-6) e liso-PAF, il quale è successivamente metabolizzato in PAF, mentre dalla sfingomielina sono prodotte le ceramidi.

## Fosfolipasi C (PLC)
Le PLC sono una famiglia di enzimi che catalizzano in modo selettivo l'idrolisi Ca2+-dipendente dei fosfatidil-inositoli di membrana: fosfatidilinositolo (PI), fosfatidilinositolo 4-fosfato (PIP), e fosfatidilinositolo 4,5-bifosfato (PIP2). I glicerofosfoinositoli sono localizzati di preferenza nel foglietto citoplasmatico della membrana cellulare; sebbene tutte e tre le specie possano essere idrolizzate, la più importante è PIP2, anche se risulta la meno abbondante, costituendo meno del 10% di tutti i fosfatidil-inositoli e meno dell'1% di tutti i fosfolipidi di membrana.
Le PLC sono enzimi citoplasmatici, costituiti da un unico polipeptide; il sito catalitico è interposto tra i siti di ancoraggio alla membrana: il dominio PH (pleckstrin homology), che lega l'enzima ai fosfatidilinositoli, e il dominio C2, che interagisce con i fosfolipidi in maniera Ca-dipendente.
I prodotti dell'idrolisi sono diacilglicerolo (DAG) e inositolo-1,4,5-trifosfato (IP3).
Le PLC comprendono quattro membri, denominati beta, gamma, delta e epsilon, che si caratterizzano per le differenti modalità di attivazione.
Tutte le PLC per idrolizzare PIP2 devono associarsi alla membrana cellulare ed in questo processo i domini PH e C2 hanno un ruolo determinante. I domini PH mediano sia interazioni proteina-proteina che proteina-lipidi, rispettivamente con G beta-gamma e con PIP2/PIP3: il dominio PH della PLCgamma si lega a PI(3,4,5)P3, quello della PLCdelta interagisce con PIP2, mentre quello della PLCbeta mostra minore specificità, ma interagisce anche con G beta-gamma. I domini C2 legano ioni Ca2+ e consentono l'ancoraggio Ca2+-mediato alla membrana, in quanto gli ioni Ca2+ stabiliscono legami elettrostatici con i fosfolipidi anionici, quali fosfatidilserina e fosfatidilinositoli.
Le PLC-β sono le uniche ad essere attivate direttamente dalle proteine G. L'attivazione è avviata dai recettori 7-TM
accoppiati alle proteine G eterotrimeriche ed è dovuta alla diretta interazione delle fosfolipasi con le subunità G alfa e G beta-gamma. Quindi, le subunita G alfa e G beta-gamma mediano sia l'attivazione che l'ancoraggio delle PLC-β alla membrana. Gli isoenzimi beta1 e beta3 sono ubiquitari, mentre beta2 è espressa dalle cellule emopoietiche e dalle cellule gustative T2R positive (le cellule amaro-sensibili), beta4 è limitata alla retina.
Gli isoenzimi PLC-γ possiedono domini SH2 (Src homology 2) e sono attivati dalla tirosinfosforilazione da parte di tirosinchinasi recettoriali e non recettoriali (es. Src). 
In seguito alla attivazione dei recettori con attività tironchinasica intrinseca, le PLC-γ si legano con i propri domini SH2 ai residui autotirosinfosforilati dei recettori attivati. Questa interazione provoca la tirosinfosforilazione e conseguente attivazione delle PLC-γ. Nel frattempo, anche la IP-3-chinasi si lega con i suoi domini SH2 al recettore attivato e converte PIP2 in PIP3. Le PLCgamma fosforilate possono allora ancorarsi al PIP3 di membrana e idrolizzare PIP2.
L'attivazione delle PLC è uno dei primi eventi della risposta cellulare alla stimolazione da parte di un gran numero di segnali extracellulari. Grazie al loro intervento la risposta cellulare si separa in due vie, regolate dai secondi messaggeri DAG e IP3. 
Il DAG rimane localizzato sulla membrana, così da mediare l'associazione della proteinchinasi C (PKC) alla membrana cellulare, seguita dalla sua attivazione, dando avvio ad una catena di fosforilazioni, che concorreranno alle risposte funzionali della cellula. IP3 è un messaggero intracellulare citoplasmatico, che interagisce con il corrispondente recettore del reticolo endoplasmatico liscio causando la liberazione del Ca2+ immagazzinato e, quindi, l'innalzamento della concentrazione del Ca2+ intracellulare. Il Ca2+ è uno dei principali messaggeri intracellulari ed avvia una ampia serie di risposte cellulari (contrazione, secrezione, ecc.).
Infine, la stessa riduzione di concentrazione di membrana di PIP2 rappresenta di per sé un segnale per la modulazione dell'attività di diverse proteine. PIP2 è un cofattore per la PLD, è un substrato per la fosfoinositol-3-kinase (PI-3-kinase), modula la polimerizzazione dei filamenti di actina, interagendo con varie proteine leganti l'actina (ABP,actin-binding proteins), quali profilina, cofilina e gelsolina, costituisce un sito di attacco per le numerose proteine che contengono domini PH (pleckstrin homology) ed infine interagisce coa alcune proteine/enzimi coinvolti nel traffico vescicolare, incluse PLD e il fattore ADP-ribosilazione.
La proteina di trasferimento dei fosfoinositidi PITP (phosphoinositide transfer proteins) è un fattore essenziale nella funzione della PLC, in quanto lega e scambia una molecola di fosfatidilinositolo o, con minore affinità, di fosfatidilcolina e facilita il trasferimento del fosfolipide tra le differenti membrane, assicurando così il substrato per le PLC. Il principale ruolo della PITP sarebbe infatti quello di accoppiare i siti di sintesi lipidica a quelli di idrolisi, interagendo con le chinasi dei fosfatidilinositoli in modo da rifornire di substrato la PLC.

## Fosfolipasi A2 (PLA2)
Le PLA2 costituiscono una grande famiglia di enzimi lipolitici, che catalizzano l'idrolisi del legame estere tra l'acido grasso in posizione 2 ed il glicerolo dei fosfolipidi. Si distinguono tre classi appartenenti a questa famiglia: PLA2 secretorie (sPLA2), PLA2 citosoliche (cPLA2) e PLA2 Ca+2 indipendenti.
Le sPLA2 o PLA2 a basso peso molecolare (14-18 kDa) sono enzimi secreti dal pancreas o presenti nei liquidi biologici (liquido sinoviale, essudati) e nel veleno dei serpenti (vipera, cobra, serpente a sonagli).
Le cPLA2 sono enzimi citoplasmatici ad alto p.m. (80-110 kDa). La liberazione intracellulare di acido arachdonico (AA) indotta dai recettori è mediata principalmente dalla cPLA2, perché questa forma idrolizza di preferenza fosfolipidi contenenti AA. AA è il precursore della sintesi degli eicosanoidi, una rilevantissima classe di mediatori, che comprende prostaglandine, trombossano, leucotrieni e lipossine.
L'attivazione della PLA2 avviene in risposta alla formazione di messaggeri intracellulari, per cui non si verifica un rapporto così diretto con l'attivazione recettoriale come accade per le PLCbeta. La cPLA2 è regolata dalla concentrazione intracellulare di Ca+2 e dalla fosforilazione da parte di proteina chinasi. La classe di chinasi principale sotto regolazione è quella della MAPK (mitogen-activated protein kinase). Concorre alla stimolazione della fosfolipasi anche la proteina regolatrice PAP (PLA2-activating protein). Esistono altre chinasi che possono fosforilare la cPLA2:
- la chinasi II dipendente dalla calmodulina o CAMK II, che la fosforila sulla serina in posizione 515. Il suo effetto è stato registrato a livello delle cellule muscolari lisce vascolari in coltura una volta stimolate con noradrenalina;
- la chinasi a valle delle MAPKs, la MAPK-interacting Kinase o Mnk1, che la fosforila sulla serina in posizione 727; e
- certe isoforme di chinasi calcio/lipide-dipendente (PKCs). Mentre la CAMK II e la Mnk1 fosforilano la cPLA2 per potenziarne l'attività, la fosforilazione mediata dalla PKC sembra che possa invece modularne l'attività enzimatica in senso negativo.

La sensibilità della PLA2 al Ca+2 è dovuta alla presenza nella molecola di domini C2. In risposta all'aumento del Ca+2 intracellulare, la PLA2 migra dal citoplasma alle membrane del nucleo e del reticolo endoplasmatico, grazie alla interazione dei domini C2 con i fosfolipidi di membrana. Il Ca+2 legato a C2 si comporta da ponte molecolare tra la PLA2 e i fosfolipidi anionici e soprattutto neutralizza le loro cariche negative, permettendo interazioni idrofobiche tra il dominio C2 e le membrane endocellulari.
Altri enzimi coinvolti nella produzione di eicosanoidi sono localizzati sulle membrane interne, in particolare ciclossigenasi, 5-lipossigenasi, 5-lipoxygenase activating protein (FLAP) e leucotiene C-sintetasi.
I glucocorticoidi debbono parte della propria azione antinfiammatoria alla inibizione della trascrizione della cPLA2 e alla stimolazione della produzione di lipocortina 1 (chiamata anche annexina A1), una proteina che inibisce direttamente le funzioni della cPLA2.

## Fosfolipasi D (PLD)
Come per le PLA2, anche le PLD sono attivate dai segnali esterni indirettamente in seguito la produzione di secondi messaggeri.
Le PLD catalizzano l'idrolisi della fosfatidilcolina (PC) in acido fosfatidico (PA) e colina, anche se in alcuni organi e tessuti può idrolizzare anche fosfatidiletanolammina e fosfatidilinositolo. La loro attivazione ha due principali effetti: la formazione di PA, che, grazie alla forma conica della molecola (vedi voce fosfolipidi, paragrafo polimorfismo), svolge un ruolo importante nei fenomeni di fusione tra le membrane e, quindi, nei processi di endo- ed eso-citosi; l'attivazione, tardiva e prolungata, della PKC.
Sono state identificati due isoenzimi, PLD1 e PLD2, che differiscono per localizzazione cellulare e per regolazione.
La PLD1 è associata con le membrane intracellulari del reticolo endoplasmatico, del Golgi e delle vescicole citoplasmatiche, secretorie ed endocitosiche. La PLD2 si associa invece con la membrana plasmatica. L'ancoraggio delle PLD alle membrane è mediato da un dominio PH, un dominio PX (Phox Homology) e due ancore di acido palmitico contenute nel dominio PH.
Le PLD sono state implicate in numerosi fenomeni fisiologici e patologici: secrezione, riarrangiamento del citoscheletro, mitosi, produzione di anioni superossido ed eventi flogistici (infiammazione).
In particolare, la PLD1 interviene, a seconda del tipo cellulare, nella regolazione della fusione delle vescicole secretorie e/o della formazione delle vescicole endocitosiche. La sua presenza nelle membrane vescicolari consente la formazione locale di PA a spese della PC, cosicché provoca la sostituzione di molecole di forma cilindrica (PC) con molecole di forma conica (PA), dovuta alle piccole dimensioni della testa polare di PA; ciò favorisce la curvatura della membrana, necessaria per i processi di formazione di vescicole endocitosiche e di fusione di vescicole secretorie.
L'interazione di PH con PI4,5P2 consente la localizzazione sulla membrana plasmatica, mentre la presenza di residui di acido palmitico nel dominio PH è richiesta per il suo inserimento nei raft, che è un evento critico per la successiva internalizzazione della membrana contenente PLD1 in vescicole. Il dominio PX, interagendo con ligandi non conosciuti, concorre alla associazione di PLD1 con la membrana plasmatica e fissa l'enzima alla membrana vescicolare, legandosi al PI-5-P, presente nelle vescicole endocitosiche. Le PLD possono esercitare i loro effetti biologici attraverso diversi meccanismi. In primo luogo, possono modificare le proprietà delle membrane, alterando la loro composizione in PC e PA. Inoltre, la liberazione di colina può servire come substrato per la sintesi di acetilcolina nei neuroni.
Infine, l'acido fosfatidico possiede diversi bersagli proteici con cui interagire:
- PA può essere convertito in DAG dall'enzima fosfatidato-fosfatasi. Il DAG prodotto in seguito all'azione della PLD può concorrere all'attivazione della PKC; probabilmente la fase tardiva di attivazione della PKC indotta dai segnali extracellulari è attribuibile proprio al DAG prodotto dalla PLD. Il farmaco anti-aritmico propranololo è risultato un efficace inibitore della fosfatidato fosfatasi.

- PA può interagire con altre proteine sia nella membrana stessa che nel citoplasma ed attivare enzimi come PI4P-5K (phosphatidylinositol 4-phosphate 5-kinase), che genera PI4,5P2 o può servire da ancoraggio per proteine coinvolte nel traffico di membrana;

- l'acido fosfatidico è risultato essere un potente attivatore di meccanismi a monte della sintesi proteica. Esso infatti si lega ad una grossa proteina chinasi chiamata mTOR (mammalian Target Of Rapamycin, chiamata così perché bersaglio biologico di certi immunosoppressori), che assieme alle chinasi ribosomiali a valle delle MAPKs (RiboSomal Kinases; RSKs) fosforila componenti essenziali per la traduzione dell'RNA messaggero;

- il PA può legare direttamente la fosfodiesterasi del cAMP, la PDE4, e modularne le funzioni enzimatiche; in tal modo il PA può tenere sotto controllo le concentrazioni di questo secondo messaggero e le fosforilazioni PKA-dipendenti.

Un ultimo meccanismo è rappresentato dalla generazione di acido liso-fosfatidico (LPA) per azione di una specifica PLA2 su PA. Si conosce ancora poco riguardo alle possibili funzioni dell'LPA: si sa soltanto che un suo analogo chiamato PAF (Platelet-Activating Factor) è un potente mediatore extracellulare delle funzioni piastriniche e di certe risposte infiammatorie.
La PLD1 ha una modesta attività basale; è attivata, per associazione diretta, da PKC, CaM-chinasi II (Ca2+/calmodulin-dependent kinase II), ARF (ADP-ribosylation factor) e proteine Rho e la sua attivazione richiede PIP2. La PLD2 è costitutivamente attiva in vitro, può essere attivata dagli acidi grassi insaturi e richiede PIP2 per la sua attività, tuttavia è relativamente insensibile a PKC, ARF e Rho. Il fatto che PLD2 sia costitutivamente attiva ha suggerito che essa, a differenza della PLD1, possa essere inibita dagli stimoli esterni.